# Bò Glamorgan
Bò Glamorgan (Gwartheg Morgannwg) là một giống bò hiếm của Anh. Giống bò này phổ biến ở các quận Glamorgan, Monmouth và Brecon. Bò Glamorgan được cho là đã tuyệt chủng, cho đến khi một đàn còn sót lại được tìm thấy vào những năm 1970.

## Tuyệt chủng
Những con bò thuộc giống này được cho là sữa rất tốt, sản xuất sữa bơ cao, và được vua George III quan tâm cao, người có một đàn trong trang trại ở Windsor. Ông cũng sử dụng bò đực Glamorgan cho công việc nông trại. Tuy nhiên, trong thế kỷ XIX ngày càng có nhiều giống bò phổ biến vượt qua bò Glamorgan như các giống bò Hereford, bò Ayrshire và bò sừng ngắn để cải thiện năng suất thịt bò, và trong thời gian đó, giống sẽ gần như biến mất do lai giống và nông dân chuyển sang các giống khác. Vào những năm 1920, người ta thường nghĩ rằng giống bò này đã tuyệt chủng.

## Hồi sinh
Năm 1979, "Teddy" Savage of Sedlescombe, gần Hastings ở East Sussex, quyết định bán đàn gia súc của mình mà ông tuyên bố bao gồm bò Glamorgan, bò Pembroke và bò Gloucester. Hội đồng Quận West Glamorgan đã tìm hiểu về việc bán và quyết định thu mua các cá thể bò Glamorgan và đưa chúng đến Vườn Quốc gia Margam ở Neath Port Talbot để đảm bảo sự sống còn của giống bò này. Đàn bò này vẫn còn và trưng bày tại công viên.